# Federazione di pattinaggio degli Stati Uniti d'America
La Federazione di pattinaggio degli Stati Uniti d'America (inːUSA Roller Sports) è l'organo nazionale statunitense che governa e gestisce tutti gli sport rotellistici ed ha lo scopo di organizzare, disciplinare e sviluppare tali discipline.

La sede della federazione è a Lincoln.

L'attuale presidente è George Kolibaba.

## Discipline
Le discipline ufficialmente affiliate alla federazione sono le seguenti:
- Hockey su pista
- Hockey in linea
- Pattinaggio freestyle
- Pattinaggio artistico
- Pattinaggio corsa
- Skateboard
- Skiroll